# Nico Grimbs
Nico Grimbs (* 19. Februar 2004 in Passau) ist ein deutsch-österreichischer Fußballspieler, der aktuell beim 1. FC Schweinfurt 05 unter Vertrag steht.

## Karriere
Grimbs begann seine Karriere beim TSV Wegscheid. Zur Saison 2018/19 wechselte er zur SpVgg Greuther Fürth. In Fürth spielte er ab der Saison 2019/20 für die B-Junioren, zur Saison 2021/22 rückte er dann zu den A-Junioren auf. Zur Saison 2022/23 wurde er dann auch in den Kader der zweiten Mannschaft übernommen. In seiner ersten Spielzeit im Erwachsenenfußball erzielte der Angreifer 14 Tore für Fürth II in 34 Einsätzen in der bayrischen Regionalliga und war damit bester Torschütze der Mannschaft.
In Folge erhielt Grimbs im Juni 2023 einen bis 2026 laufenden Profivertrag beim Zweitligisten. Parallel dazu wurde er aber für die Saison 2023/24 an den österreichischen Zweitligisten Floridsdorfer AC verliehen. Sein Debüt in der 2. Liga gab er im Juli 2023, als er am ersten Spieltag gegen die SV Ried in der 84. Minute für Oluwaseun Adewumi eingewechselt wurde. Während der Leihe kam er zu 26 Zweitligaeinsätzen, in denen er dreimal traf. Nach der einjährigen Leihe kehrte Grimbs zur SpVgg Greuther Fürth zurück. In der Saison 2024/2025 kam er nur zu Einsätzen in der 2. Mannschaft des Kleeblatts.
Im Sommer 2025 wechselte Grimbs zum 1. FC Schweinfurt 05.